# Xestia astigmata
Xestia astigmata là một loài bướm đêm trong họ Noctuidae.